# Definitionsmängdsattack
Inom kryptografi går definitionsmängdsattack ut på att, för en kryptografiska hashfunktioner hitta ett meddelande som genererar ett specifikt hashvärde. Kryptografisk hashfunktioner bör kunna motstå dessa attacker på sin värdemängd(uppsättning möjliga indata).
I ett angreppssammanhang finns det två typer av definitionsmängdsresistans:
- definitionsmängdsresistans: Det är praktiskt omöjligt att hitta någon indata som med en hashfunktion ger en specifik utdata; dvs givet y är det svårt att hitta ett x så att h(x) = y. [1]
- Andra-definitionsmängdsresistans: För en given indata för en hashfunktion, är det praktiskt omöjligt att finna en indata till som ger samma utdata. dvs givet x är det svårt att hitta en indata till x′ ≠ x så att h(x) = h(x′). [1]

Dessa kan jämföras med ett kollisionsresistans, där det är praktiskt omöjligt att hitta två distinkta indata x, x′ som ger samma utdata med en hashfunktion; dvs finna x och x' så att h(x) = h(x′). 
Kollisionsresistans innebär andra-definitionsmängdsresistans, men garanterar inte definitionsmängdsresistans. Omvänt innebär en andra-definitionsmängdsattack, även en kollisionsattack (trivialt, eftersom x, förutom x′, redan är känt från början).